# Agricola svenska församling

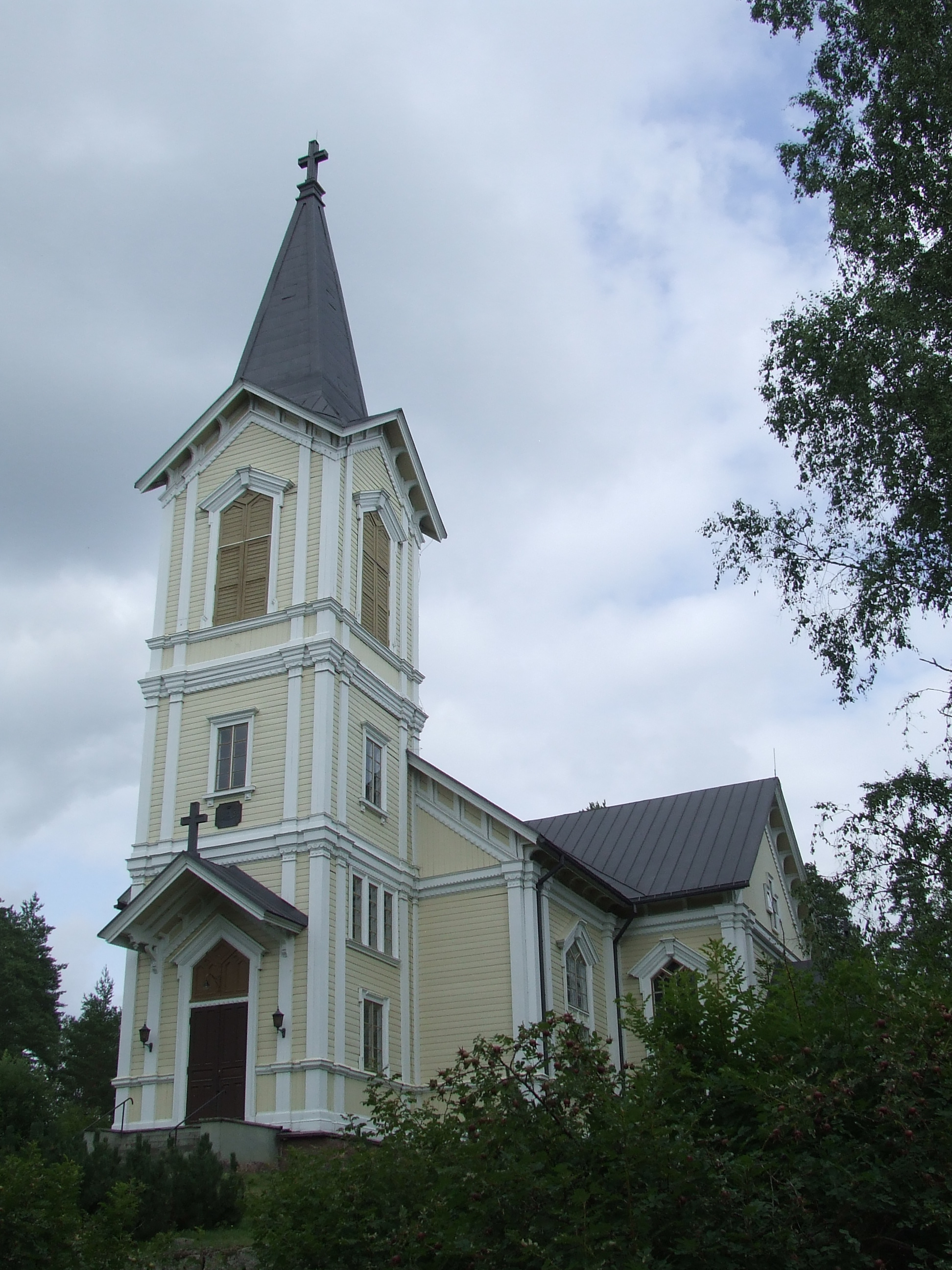
Liljendal kyrka (1886)

Agricola svenska församling är (från 2019) en församling i Lovisa stad och Lappträsk kommun i Nyland, Finland. Församlingen tillhör det svenskspråkiga Borgå stift inom den evangelisk-lutherska kyrkan i Finland. Den har omkring 5 700 medlemmar (2022).

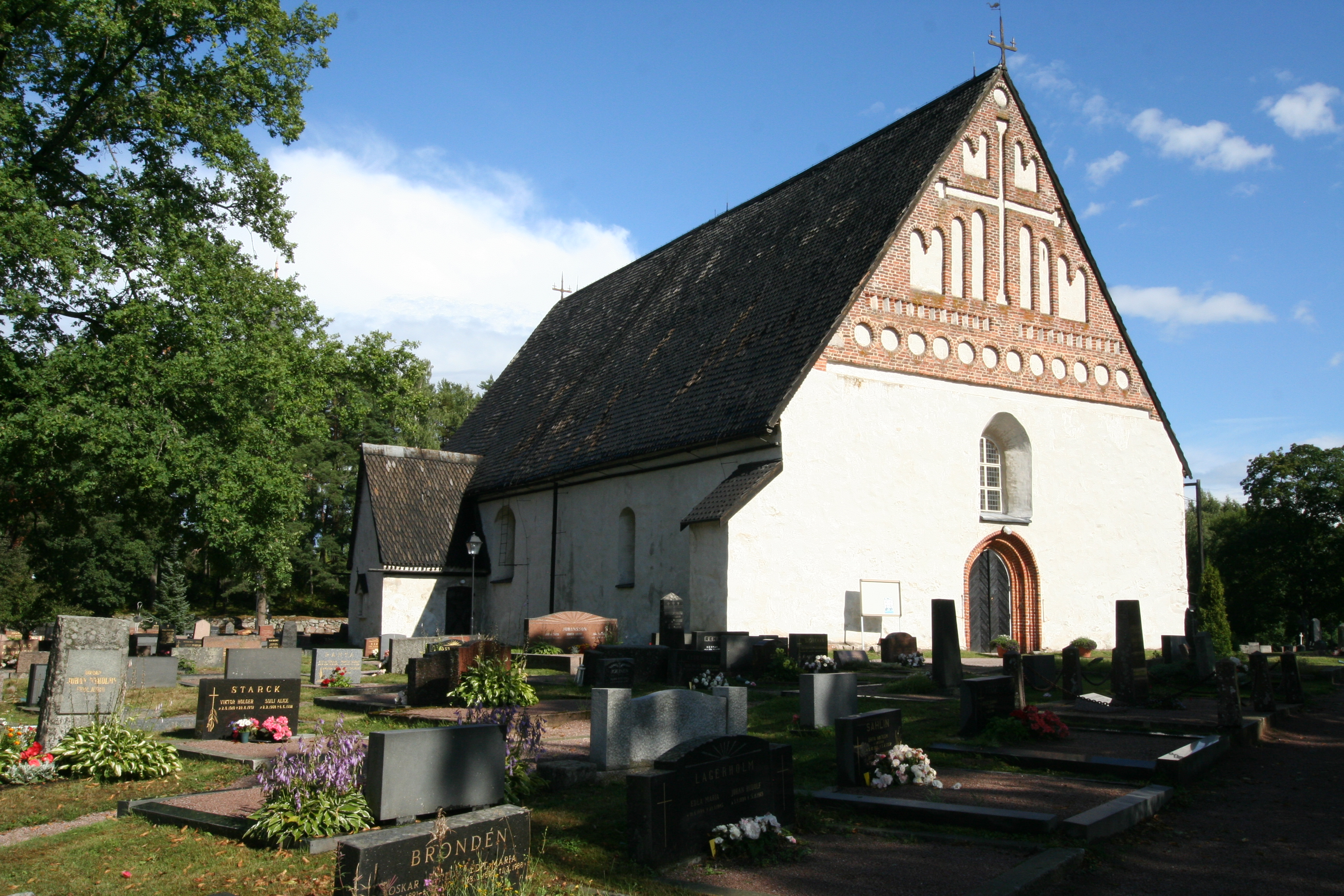
Pernå kyrka (1410-40)

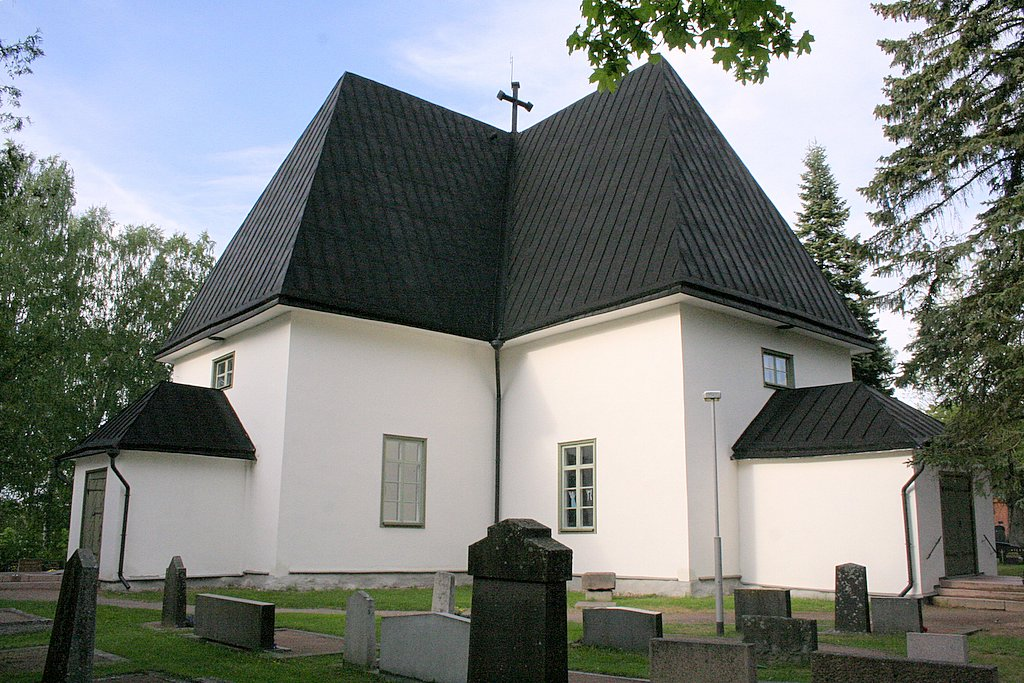
Lappträsk kyrka (1746)

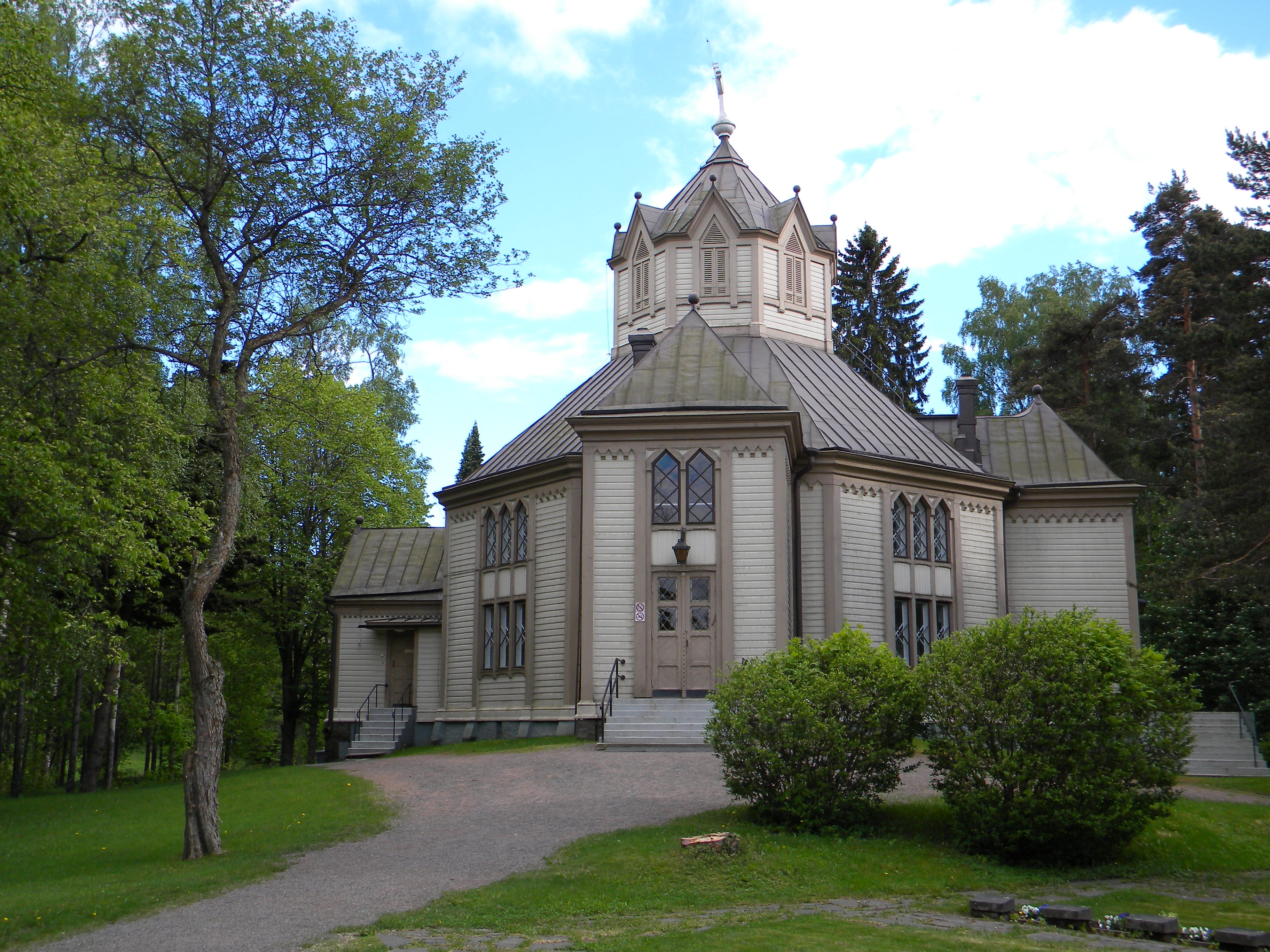
Strömfors kyrka (1771)

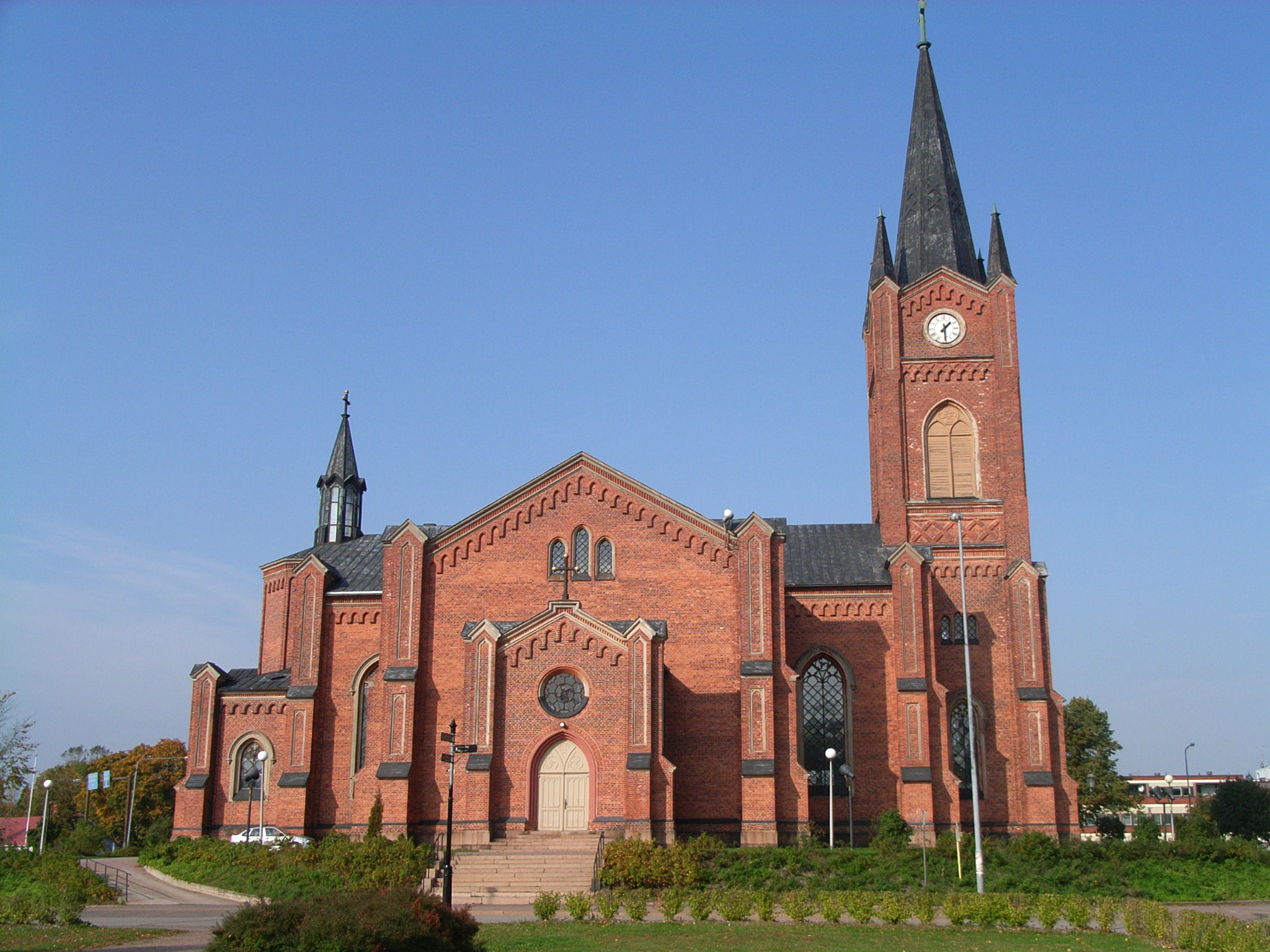
Lovisa kyrka (1865)

Församlingen inledde sin verksamhet 1 januari 2019 när de svenska medlemmarna i de tidigare församlingarna Pernå församling, Lovisa svenska församling, Lappträsks svenska församling, Liljendals församling och Strömfors församling bildade en gemensam församling. Motsvarande församling för de finskspråkiga heter Agricola finska församling. Församlingarna har sitt namn efter Finlands reformator Mikael Agricola som var född i Pernå. Församlingarna är unika i den meningen att de inte bär själva kommunernas namn.
Församlingarna samarbetar inom Lovisanejdens kyrkliga samfällighet.
Den första kyrkoherden i Agricola svenska församling är Stina Lindgård (f. 1964).
Församlingen bör inte förväxlas med den tidigare Agricola församling i Helsingfors, som fusionerades med Helsingfors domkyrkoförsamling 1999, och där Mikael Agricola kyrka ligger.

## Fastigheter
Församlingen firar gudstjänst i flera kyrkor och kapell.
Varannan söndag i
- Lappträsk kyrka (1746)
- Liljendal kyrka (1886)
- Lovisa kyrka (1865)
- Pernå kyrka (1410-40)

och en söndag i månaden i
- Strömfors kyrka (1771)
- Andreaskapellet (Andersby)[5]
- Sarvsalö kapell[6]

Därtill finns det flera begravningskapell, församlingshem och kanslibyggnader på församlingens område.

## Historia
Efter korstågen på 1100-talet koloniserades kusttrakterna i södra Finland av svenska nybyggare. Svenskar från i huvudsak Svealand inflyttade sannolikt i mitten av 1200-talet till östra Nyland, varvid svenskspråkiga byar uppstod bland annat utmed strandmarkerna vid Forsby ås mynning. Pernå socken – dit största delen av Agricola svenska församlings område hörde – har alltså anor åtminstone från 1200-talet. 

### Pernå
År 1351 överlät kung Magnus Eriksson patronatsrätten över Borgå socken med kapellen Sibbo och Pernå åt munkarna i Padis kloster i Estland. Dessa innehade rättigheten till 1428, då biskopen och domkapitlet i Åbo löste den till sig. 
I samma tider byggde Pernåmästaren den nuvarande gråstenskyrkan, men det exakta årtalet är okänt. En träkyrka på samma plats nämns 1352.
Finlands reformator Mikael Agricola (1510-1557) föddes i Pernå.
På församlingens område ligger en stor mängd herrgårdar (den idag mest kända är kanske Malmgård), vilket syns på de många vapensköldar som finns i kyrkans kor.

### Lappträsk
När Lappträsk kapellförsamling uppkom är oklart. År 1414 nämns S:t Lars kapell i Lappträsk. Enligt sägnen låg det första kapellet i Ingermansby. Senare, troligen någon gång på 1400-talet, flyttades kapellet till den by som fick namnet Kapellby. S:t Matts kapell i Kapellby omnämns första gången 1556.
Kung Johan III förordnade 15 september 1575 att Lappträsk skulle bli en självständig församling inom Viborgs stift. Den första kyrkoherden var Peder Johannis. Byarna Ingermansby, Kapellby, Norrby, Porlom och Rudom hade därförinnan varit underlagda Pernå församling, medan Bäckby, Harsböle, Hindersby, Kimoböle, Labby, Lindkoski och Pockar hade varit underlagda Pyttis församling. I administrativt (kameralt) hänseende hade dock Kapellby hört till Pyttis och Kimoböle till Elimä.
Även efter det att Lappträsk hade blivit en självständig församling kom byarna Ingermansby, Norrby, Porlom och Rudom fortsättningsvis att kameralt höra till Pernå och resten av byarna till Pyttis. En administrativ socken var i förvaltningshänseende en helhet. Det betydde i praktiken att de lappträskbor som bodde i de västra byarna hade gemensamma ting och gemensam länsman med pernåborna. För övriga lappträskbor var dessa myndigheter gemensamma med Pyttis.
De förra kyrkorna i Lappträsk brann ner efter ett blixtnedslag 1742. Lappträsk kyrka stod klar år 1746 och Lilla kyrkan, strax invid, år 1744.
Lappträsks församling delades på språklig grund 1950 i Lappträsks svenska och finska församlingar. 

### Strömfors
Efter freden i Åbo 1743 delades Pyttis socken i en rysk och en svensk del, då riksgränsen drogs genom socknen. Den västra, svenska delen fick 1817 på svenska namn efter Strömfors bruk, medan den på finska heter Ruotsinpyhtää ("svenska Pyttis").  
Församlingen höll till en början sina gudstjänster i de större husen i socknen, men år 1771 invigdes Strömfors kyrka i bruket.  

### Lovisa
Efter att riksgränsen hade flyttats, behövde Sverige befästningar vid den nya gränsen. Svartholms fästning började därför byggas och Lovisa stad grundades 1745 på Pernå sockens område med namnet Degerby. Strax därefter (1750) bröts också församlingen ut ur Pernå församling. Då kung Adolf Fredrik besökte staden 1752, bytte den namn till Lovisa efter drottning Lovisa Ulrika. 
År 1855 brann stora delar av staden, inklusive kyrkan. År 1865 invigdes den nuvarande kyrkan, byggd i rödtegel i nygotisk stil.
Församlingen delades 1958 på språklig grund i Lovisa svenska församling och Lovisa finska församling. De båda församlingarna delade på fastigheterna; bland annat var Lovisa kyrka hemkyrka för dem båda. 

### Liljendal
Ännu i dag är Liljendal en trakt med övervägande svenskspråkig befolkning. 
Grunden till egen socken lades 1792 då Liljendal kapellförsamling avskildes från moderförsamlingen i Pernå. 
Den nuvarande Liljendal kyrka är från 1886. 
Kapellförsamlingen var en självständig församling från 1917.